# Куп Кариба 1995.
Куп Кариба 1995. (познат као Шел Куп Кариба због спонзорства) било је седмо издање Купа Кариба, основано од стране ФСК, једне од Конкакафових зона. Домаћин финалног дела турнира су били Јамајка и Кајманска Острва. Финални део такмичења одржано је од 19. до 17. јула и осам тимова се пласирало у последњу рунду где су се придружили браниоцу титуле Тринидаду и Тобагу и домаћинима Јамајци и Кајманским Острвима. У квалификацијама је учествовало 22. репрезентације.
У финалном делу је одиграно 16 утакмица и постигнуто 56 голова.
У квалификацијама је одиграно 46 утакмица и постигнуто 173 гола

## Прелиминарне квалификације
| Аруба                         | 3:4 | Холандски Антили                                  |
| ----------------------------- | --- | ------------------------------------------------- |
| Џонатан Лејк · Рафаел Ванегас |     | Венсли Мартина · Кевин Јансен · Френсис Боневакиа |

| Холандски Антили                               | 3:2 | Аруба                     |
| ---------------------------------------------- | --- | ------------------------- |
| Чурмер Лодовик · Венсли Мартина · Кевин Јансен |     | Егберт Кок · Џонатан Лејк |

Холандски Антили су прошли даље са укупним скором од 7:5 из две утакмице.

## Квалификације
Тринидад и Тобаго (као носилац титуле),  Јамајка и  Кајманска Острва (као домаћини) су се аутоматски квалификовали за финални део турнира одржаном на Јамајци и Кајманским Острвима.
Кфалификације су се одржале од 26. марта до 27. маја 1995. године.

### Група 1
Утакмице су игране на Доминиканској Републици.
| Репрезентација         | Бод. | Ута. | Поб. | Нер. | Изг. | ГД | ГП | ГР. |
| ---------------------- | ---- | ---- | ---- | ---- | ---- | -- | -- | --- |
| Куба                   | 9    | 3    | 3    | 0    | 0    | 15 | 0  | +15 |
| Холандски Антили       | 4    | 3    | 1    | 1    | 1    | 4  | 6  | –2  |
| Доминиканска Република | 3    | 3    | 1    | 0    | 2    | 4  | 6  | –2  |
| Порторико              | 1    | 3    | 0    | 1    | 2    | 3  | 14 | –11 |

| Куба                           | 3:0 | Холандски Антили |
| ------------------------------ | --- | ---------------- |
| Осмин Ернандез · Андрес Ролдан |     |                  |

| Доминиканска Република                        | 3:1 | Порторико   |
| --------------------------------------------- | --- | ----------- |
| Пабло Гарсија · Педро Аквино · Виктор Кастиљо |     | Марк Лугрис |

| Доминиканска Република | 0:3 | Куба                                         |
| ---------------------- | --- | -------------------------------------------- |
|                        |     | Луис Мартен · Ариел Алварез · Осмин Ернандез |

| Порторико                   | 2:2 | Холандски Антили |
| --------------------------- | --- | ---------------- |
| Омар Монтеро · Рамон Ривера |     | Ричард Самбое    |

| Доминиканска Република | 1:2 | Холандски Антили                   |
| ---------------------- | --- | ---------------------------------- |
| Динардо Родригез       |     | Јуџин Констанција · Венсли Мартина |

| Куба                                                                              | 9:0 | Порторико |
| --------------------------------------------------------------------------------- | --- | --------- |
| Осмин Ернандез · Мануел Бобадиља · Армандо Круз · Рајмундо Гарсија · Армелио Луис |     |           |

### Група 2
Утакмице су игране на Француској Гвајани
| Репрезентација    | Бод. | Ута. | Поб. | Нер. | Изг. | ГД | ГП | ГР. |
| ----------------- | ---- | ---- | ---- | ---- | ---- | -- | -- | --- |
| Француска Гвајана | 4    | 3    | 1    | 1    | 1    | 7  | 5  | +2  |
| Мартиник          | 4    | 3    | 1    | 1    | 1    | 5  | 4  | +1  |
| Гваделуп          | 4    | 3    | 1    | 1    | 1    | 5  | 5  | 0   |
| Суринам           | 4    | 3    | 1    | 1    | 1    | 3  | 6  | –3  |

| Француска Гвајана | 1:3 | Мартиник                                  |
| ----------------- | --- | ----------------------------------------- |
| Евенс Морисо 15’  |     | Жан-Марк Емик 35’, 40’ · Жозеф Елисма 65’ |

| Гваделуп      | 1:2 | Суринам                 |
| ------------- | --- | ----------------------- |
| Џорџ Вилс 20’ |     | Рамон Кемпенар 35’, 75’ |

| Француска Гвајана                      | 2:2 | Гваделуп                                    |
| -------------------------------------- | --- | ------------------------------------------- |
| Реми Уберт 68’ · Жан-Феликс Мател] 78’ |     | Кристијан Пјер-Жон 25’ · Жоселин Кокото 50’ |

| [[Фудбалска репрезентација Мартиника {{{altlink2}}}\|Мартиник]] | 1:1 | Суринам            |
| --------------------------------------------------------------- | --- | ------------------ |
| Ерик Жан-Луи 37’                                                |     | Ашвин Жозефзун 48’ |

| Француска Гвајана                                                 | 4:0 | Суринам |
| ----------------------------------------------------------------- | --- | ------- |
| Еди Синсинат 31’, 40’ · Жан-Пјер Ноел 55’ · Жан-Клод Дуршевил 81’ |     |         |

| Гваделуп                                    | 2:1 | Мартиник          |
| ------------------------------------------- | --- | ----------------- |
| Кристијан Пјер-Жон 75’ · Патрис Рамсами 86’ |     | Жан-Марк Емик 80’ |

### Група 3
Утакмице су игране на Барбадосу, Светој Луцији, Гвајани и Гренади.
Група три је играна у две фазе и учествовале су четири репрезентације. У првој фази свака репрезентација је играла по једну утакмицу код куће и једну у гостима. Победничке репрезентације су се састале у другој фази по истом принципу и победник се квалификовао за финални турнир. 

#### Прва рунда
| Барбадос                                       | 3:0 | Гвајана |
| ---------------------------------------------- | --- | ------- |
| Шервин Мулинс · Левелин Рајли · Грегори Гудриџ |     |         |

| Гвајана | 0:4 | Барбадос                                          |
| ------- | --- | ------------------------------------------------- |
|         |     | Левелин Рајли 35’, 41’, 74’ · Џери Александер 89’ |

| Гренада                     | 2:0 | Света Луција |
| --------------------------- | --- | ------------ |
| Рафаел Форсајт · Рики Чарлс |     |              |

| Света Луција                                    | 4:0 | Гренада |
| ----------------------------------------------- | --- | ------- |
| Мекмилан Календер · Декстер Рисмај · Титус Елва |     |         |

#### Друга рунда
| Барбадос      | 1:1 | Света Луција |
| ------------- | --- | ------------ |
| Левелин Рајли |     | Мајкл Едмунд |

| Света Луција                | 2:1 | Барбадос      |
| --------------------------- | --- | ------------- |
| Волтер Емануел · Титус Елва |     | Левелин Рајли |

 Барбадос се квалификовао за даљње такмичење

### Група 4
Утакмице су игране на Монтсерату, Ангвили, Доминици и Сент Винсент и Гренадинима.
Група четири је играна у две фазе и учествовале су четири репрезентације. У првој фази свака репрезентација је играла по једну утакмицу код куће и једну у гостима. Победничке репрезентације су се састале у другој фази по истом принципу и победник се квалификовао за финални турнир. 

#### Прва рунда
| Монтсерат                                   | 5 : 2 | Ангвила                      |
| ------------------------------------------- | ----- | ---------------------------- |
| Иан Едвардс · Џулијан Вејд · Евертон Моприс |       | Вејн Картер · Дајлон Проктор |

| Ангвила | 0 : 1 | Монтсерат |
| ------- | ----- | --------- |
|         |       | Курт Веб  |

| Доминика | 0 : 1 | Сент Винсент и Гренадини |
| -------- | ----- | ------------------------ |
|          |       | Кендал Велокс            |

| Сент Винсент и Гренадини | 0 : 0 | Доминика |
| ------------------------ | ----- | -------- |
|                          |       |          |

#### Друга рунда
| Сент Винсент и Гренадини                                           | 9 : 0 | Монтсерат |
| ------------------------------------------------------------------ | ----- | --------- |
| Родни Џек · Андре Хиндс · Кристофер Хери · Џејмс Чевит · Весли Џон |       |           |

| Монтсерат | 0 : 11 | Сент Винсент и Гренадини                               |
| --------- | ------ | ------------------------------------------------------ |
|           |        | Родни Џек · Андре Хиндс · Џејмс Чевит · Кристофер Хери |

 Сент Винсент и Гренадини су се квалификовали за даљње такмичење

### Група 5
Утакмице су игране на Светом Мартину (Холандија)у, Сент Китс и Невису и Антигви и Барбуди. Британска Девичанска Острва су одустала и Антигва и Барбуда се пласирала у други круг.
Група пет је играна у две фазе и учествовале су четири репрезентације. У првој фази свака репрезентација је играла по једну утакмицу код куће и једну у гостима. Победничке репрезентације су се састале у другој фази по истом принципу и победник се квалификовао за финални туриир. 

#### Прва рунда
| Свети Мартин Хол. | 0:2 | Сент Китс и Невис         |
| ----------------- | --- | ------------------------- |
|                   |     | Кит Гамбс · Рохан Френцис |

| Сент Китс и Невис          | 5:0 | Свети Мартин Хол. |
| -------------------------- | --- | ----------------- |
| Кит Гамбс · Рохан Фененцис |     |                   |

| Антигва и Барбуда | одустали | Британска Девичанска Острва |
| ----------------- | -------- | --------------------------- |
|                   |          |                             |

#### Друга рунда
| Сент Китс и Невис | 1:1 | Антигва и Барбуда |
| ----------------- | --- | ----------------- |
| Остин Хаџинс      |     | Гарфилд Гонсалвес |

| Антигва и Барбуда                 | 2:2 (прод.) (4:3 пен.) | Сент Китс и Невис      |
| --------------------------------- | ---------------------- | ---------------------- |
| Гарфилд Гонсалвес · Дерик Едвардс |                        | Кит Гамбс · Двајт Кели |

 Антигва и Барбуда се квалификовала за даљње такмичење

## Завршни турнир
Утакмице се играле на Тринидад и Тобагоу

## Финалисти
| Репрезентација           | Квалификација  | Број учешћа | Досадашњи успеси |
| ------------------------ | -------------- | ----------- | ---------------- |
| Кајманска Острва         | домаћин        | 3           | групна фаза      |
| Јамајка                  | домаћин        | 5           | победник         |
| Тринидад и Тобаго        | Шампион 1994.  | 7           | победник         |
| Куба                     | поз. 1 Група 1 | 2           | четврти          |
| Француска Гвајана        | поз. 1 Група 2 | 1           | дебитант         |
| Света Луција             | поз. 1 Група 3 | 3           | трећи            |
| Сент Винсент и Гренадини | поз. 1 Група 4 | 5           | групна фаза      |
| Антигва и Барбуда        | поз. 1 Група 5 | 2           | групна фаза      |

### Групна фаза

#### Група А
| Репрезентација           | Бод. | Ута. | Поб. | Нер. | Изг. | ГД | ГП | ГР. |
| ------------------------ | ---- | ---- | ---- | ---- | ---- | -- | -- | --- |
| Сент Винсент и Гренадини | 7    | 3    | 2    | 1    | 0    | 10 | 4  | +6  |
| Кајманска Острва         | 7    | 3    | 2    | 1    | 0    | 5  | 2  | +3  |
| Антигва и Барбуда        | 3    | 3    | 1    | 0    | 2    | 3  | 8  | –5  |
| Француска Гвајана        | 0    | 3    | 0    | 0    | 3    | 2  | 6  | –4  |

| Кајманска Острва | 2:0 | Антигва и Барбуда |
| ---------------- | --- | ----------------- |
| Ли Рамун         |     |                   |

| Француска Гвајана | 1:3 | Сент Винсент и Гренадини  |
| ----------------- | --- | ------------------------- |
| Жосе Сајбо        |     | Родни Џек · Кендал Велокс |

| Антигва и Барбуда | 1:5 | Сент Винсент и Гренадини                                       |
| ----------------- | --- | -------------------------------------------------------------- |
| Гарфилд Гонсалвес |     | Родни Џек · Кендал Велокс (пен.)’ · Андре Хиндс · Тајрон Принс |

| Кајманска Острва | 1:0 | Француска Гвајана |
| ---------------- | --- | ----------------- |
| Ким Семјуелс     |     |                   |

| Антигва и Барбуда                 | 2:1 | Француска Гвајана |
| --------------------------------- | --- | ----------------- |
| Гарфилд Гонсалвес · Дерик Едвардс |     | Сент Анж Голитин  |

| Кајманска Острва             | 2:2 | Сент Винсент и Гренадини |
| ---------------------------- | --- | ------------------------ |
| Карлос Велкам · Арден Риверс |     | Рохан Кајзер             |

### Група Б
| Репрезентација    | Бод. | Ута. | Поб. | Нер. | Изг. | ГД | ГП | ГР. |
| ----------------- | ---- | ---- | ---- | ---- | ---- | -- | -- | --- |
| Тринидад и Тобаго | 6    | 3    | 2    | 0    | 1    | 7  | 1  | +6  |
| Куба              | 6    | 3    | 2    | 0    | 1    | 4  | 3  | +1  |
| Јамајка           | 6    | 3    | 2    | 0    | 1    | 4  | 3  | +1  |
| Света Луција      | 0    | 3    | 0    | 0    | 3    | 1  | 9  | –8  |

| Јамајка                          | 2:1 | Света Луција   |
| -------------------------------- | --- | -------------- |
| Онанди Лов 10’ · Хектор Рајт 59’ |     | Титус Елва 37’ |

| Куба | 0:2 | Тринидад и Тобаго |
| ---- | --- | ----------------- |
|      |     | Енгус Ив 31’, 76’ |

| Јамајка       | 1:2 | Куба                            |
| ------------- | --- | ------------------------------- |
| Теодор Витмор |     | Осмин Ернандез · Аријал Анварез |

| Света Луција | 0:5 | Тринидад и Тобаго                       |
| ------------ | --- | --------------------------------------- |
|              |     | Арнолд Дварик · Леонсон Луис · Енгус Ив |

| Куба           | 2:0 | Света Луција |
| -------------- | --- | ------------ |
| Лазаро Даркорт |     |              |

| Јамајка       | 1:0 | Тринидад и Тобаго |
| ------------- | --- | ----------------- |
| Теодор Витмор |     |                   |

### Полуфинале
| Сент Винсент и Гренадини                           | 3:2 | Куба                                    |
| -------------------------------------------------- | --- | --------------------------------------- |
| Андре Хиндс 46’ · Родни Џек 48’ · Тајрон Принс 51’ |     | Осмин Ернандез 13’ · Данијел Харидо 68’ |

| Кајманска Острва        | 2:9 | Тринидад и Тобаго                                        |
| ----------------------- | --- | -------------------------------------------------------- |
| Гари Витакер · Ли Рамун |     | Леонсон Луис · Енгус Ив · Арнолд Дварик · Декстер Сајрус |

### Утакмица за треће место
| Кајманска Острва | 0:3 | Куба                                       |
| ---------------- | --- | ------------------------------------------ |
|                  |     | Лазаро Даркурт · Мануел Бобадиља · (а.г.)’ |

### Финале
| Тринидад и Тобаго                                                                                   | 5:0 | Сент Винсент и Гренадини |
| --------------------------------------------------------------------------------------------------- | --- | ------------------------ |
| Енгус Ив 35’ · Декстер Браун 37’ (а.г.) · Клинт Марсељ 38’ · Тери Сент Луис 65’ · Арнолд Дварик 68’ |     |                          |

| Најбољи играч Дејвид Нахид | Победник Купа Кариба 1994. Тринидад и Тобаго 4° титула | Најбољи стрелац Енгус Ив (6. голова) |